# Homosalato
El homosalato es una molécula orgánica que forma parte de la composición de algunos protectores solares. Se obtiene mediante esterificación de Fischer-Speier de ácido salicílico y 3,3,5-trimetilciclohexanol, siendo este último un derivado hidrogenado de la isoforona. Se encuentra en el 45 % de los protectores solares estadounidenses y se utiliza como filtro UV químico. La porción de ácido salicílico de la molécula absorbe los rayos ultravioleta con una longitud de onda de entre 295 nm y 315 nm, protegiendo la piel del daño solar. El grupo trimetilciclohexilo hidrófobo proporciona una untuosidad que impide que se disuelva en agua.